# جانا برونر
جانا برونر (20 يناير 1997 - ) هي لاعبة كرة قدم سويسرية في مركز الدفاع.

## وصلات خارجية
- جانا برونر على موقع الاتحاد الأوربي (الإنجليزية)
- جانا برونر على موقع قاعدة بيانات كرة القدم.إي يو (الإنجليزية)
- جانا برونر على موقع Soccerway.com (الإنجليزية)
- جانا برونر على موقع عالم كرة القدم.نت (الإنجليزية)